# Skyla Novea
Skyla Novea (Miami, Florida; 7 de mayo de 1994) es una actriz pornográfica y modelo erótica estadounidense.

## Biografía
Skyla Novea, nombre artístico de Ginger Elle, nació en Florida en mayo de 1994 en el seno de una familia conservadora. No se conocen muchos datos sobre su vida antes del año 2013, momento en que a sus 19 años debuta como actriz pornográfica. Durante dos años estuvo realizando algunas producciones y escenas para portales web.
Tras un descanso, en el que estuvo fuera de la industria, tiempo que dedicó a perseguir otros intereses, regresó a los 21 años, retomando su carrera como actriz y trabajando para productoras como Elegant Angel, Lethal Hardcore, Bangbros, Brazzers, Reality Kings, Digital Sin, Vision Films, Digital Playground, Erotica X, New Sensations, Naughty America, Blacked o Tushy.
En 2018 recibió su primera nominación en los Premios AVN en la categoría de Mejor escena de trío H-M-H por la película Bombshell Skyla Novea, donde también grabó su primera escena de sexo anal.
También en 2018 grabó su primera escena de doble penetración, en la película It's A Family Thing! 2, con los actores James Deen y Steve Holmes.
Se retiró temporalmente en 2019, tras quedarse embarazada, reapareciendo en 2020. Ha grabado como actriz más de 180 películas y escenas.
Algunas películas suyas fueron Big Bodacious Knockers 14, Cruisin' 4 Sluts 3, Kiss 5, Lust Unleashed 9, Moms Lick Teens 9, Pornstar Therapy 2, Redheads Are Sexy 5, Sexy Senoritas 2, Slut Hotel, Squirt Bang o Titty Attack 9.

## Premios y nominaciones
| Año  | Ceremonia                   | Resultado | Premio                            | Trabajo                |
| ---- | --------------------------- | --------- | --------------------------------- | ---------------------- |
| 2018 | Premios AVN                 | Nominada  | Mejor escena de trío H-M-H        | Bombshell Skyla Novea  |
| 2018 | Spank Bank Awards           | Nominada  | Boobalicious Babe of the Year     | —                      |
| 2018 | Spank Bank Awards           | Nominada  | Most Volumptous Vixen             | —                      |
| 2018 | Spank Bank Awards           | Nominada  | Ravishing Redhead of the Year     | —                      |
| 2018 | Spank Bank Technical Awards | Ganadora  | The Next Porn Mega Star           | —                      |
| 2019 | Premios AVN                 | Nominada  | Mejor escena de doble penetración | It's a Family Thing! 2 |
| 2019 | Premios AVN                 | Nominada  | Premio fan: Mejores pechos        | —                      |
| 2019 | Spank Bank Awards           | Nominada  | Boobalicious Babe of the Year     | —                      |
| 2019 | Spank Bank Awards           | Nominada  | Master of Missionary              | —                      |
| 2019 | Spank Bank Awards           | Nominada  | Most Volumptous Vixen             | —                      |